# Máy quét hiển vi âm học

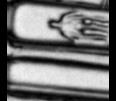
Hình ảnh một đồng xu được quét bởi thiết bị quét hiển vi âm học ở tần số 50 MHz

Một thiết bị quét hiển vi âm học (SAM) là một thiết bị sử dụng âm thanh để điều tra, đo lường hoặc tạo ảnh cho một đối tượng (gọi là quá trình cắt lớp bằng cách quét âm học). Đây là thiết bị được sử dụng phổ biến trong phân tích sai hỏng (failure analysis) và đánh giá không phá hủy (non - destructive evaluation). Thiết bị cũng được dùng trong các ứng dụng sinh học và nghiên cứu y khoa. Ngành công nghiệp bán dẫn cũng nhận thấy lợi ích của SAM trong việc phát hiện các lỗ rỗng (voids),sự nứt gãy, và sự tách lớp của các gói vi điện tử. 

## Lịch sử
Thiết bị quét hiển vi âm học đầu tiên được phát triển vào năm 1974 bởi R. A. Lemons và C. F. Quate tại phòng thí nghiệm Microwave của Đại học Stanford. Kể từ đó, đã có nhiều cải tiến cho thiết bị này nhằm nâng cao độ phân giải và tính chính xác.

## Nguyên lý hoạt động
Thiết bị quét hiển vi âm học hoạt động bằng cách tập trung sóng âm từ một đầu quét (transducer) tới một vị trị của đối tượng. Sóng âm khi chạm phải đối tượng hoặc sẽ bị tán xạ, bị hấp thụ, hoặc bị phản xạ (tán xạ với góc 180 độ) hoặc bị truyền qua (tán xạ với góc 0 độ). Những xung tán xạ này có thể được nhận biết theo một hướng cụ thể. Một xung được nhận biết thể hiện cho sự hiện diện của một lớp hoặc một đối tượng. Giá trị 'time of flight' của một xung được định nghĩa là khoảng thời gian mà một xung được tạo ra từ nguồn âm học, tán xạ bởi một đối tượng và được phát hiện bởi một đầu dò (thường thì đầu dò cũng là đầu quét - thiết bị này gọi là transducer). Giá trị 'time of flight' được dùng để xác định khoảng cách của một lớp tới đầu quét trong đó tốc độ của xung âm (trong một môi trường truyền dẫn - thông thường là nước) được cho trước.
Dựa vào kết quả đo lường, một giá trị sẽ được gán cho một vị trí cụ thể của đối tượng. Đầu quét (hoặc đối tượng) được di chuyển đều để có thể quét được toàn bộ đối tượng. Quy trình này được lặp đi lặp lại cho đến khi toàn bộ đối tượng đã được quét. Các giá trị của từng điểm sẽ ghép lại hình ảnh của đối tượng. Độ phản chiếu sẽ tùy thuộc vào vật liệu và đặc điểm hình học của đối tượng. Độ phân giải của hình ảnh phụ thuộc vào tần số âm học được tạo ra. 

## Ứng dụng

### Thiết bị kiểm định
SAM được dùng để chống hàng giả, kiểm định độ tin cậy của sản phẩm, kiểm định quy trình, kiểm định nhà thầu, quản lý chất lượng, phân tích sai hỏng, nghiên cứu và phát triển. Trong thị trường thiết bị bán dẫn, một trong những ứng dụng của SAM là phát hiện sự không liên tục của các vật liệu silicon.

### Y Sinh
SAM có thể cung cấp dữ liệu về sự đàn hồi của các mô và tế bào, từ đó có thể mang lại những thông tin có ích trong việc nghiên cứu các lực tác dụng lên các cấu trúc đặc biệt như bộ xương tế bào. Những nghiên cứu này đặc biệt có giá trị trong quá trình điều tra các quá trình như cell motility.
Một số ứng dụng có liên quan đến việc đánh giá mức độ xâm nhập của các phân tử được tiêm vào da sử dụng needle - free injection